# فارس من الممالك السبع (مسلسل تلفزيوني)
فارس من الممالك السبع (بالإنجليزية: A Knight of the Seven Kingdoms)‏ هو مسلسل درامي فنتازي أمريكي قادم من تأليف جورج ر. ر. مارتن. وهو بادئة لمسلسل صراع العروش (2011–2019)، ومن المقرر أن يكون المسلسل التلفزيوني الثالث من سلسلة أغنية الجليد والنار لمارتن ويستخدم رواياته القصيرة حكايا دنك وإج كأساس. يقوم ببطولته بيتر كلافي بدور السير دنكن الطويل، الفارس الجوَّال، وديكستر سول أنسيل بدور إج.
يتألف الموسم الأول من المسلسل من ست حلقات، ومن المقرر أن يتم عرضه على شبكتي إتش بي أو وماكس في عام 2025.

## الطاقم
- بيتر كلافي بدور دنك/السير دنكن الطويل، فارس جوَّال من أصل متواضع.
- ديكستر سول أنسيل بدور إجون «إج» تارجارين، أمير من سلالة تارجارين ومرافق السير دنكن.
- فين بينيت بدور إيريون «اللهب الساطع» تارجارين، الأخ الأكبر لإج.
- بيرتي كارفل بدور بيلور «كاسر الحراب» تارجارين، وريث العرش الحديدي، ويد الملك لدايرون الثاني وعم إيريون وإج.
- تانزين كروفورد بدور تانسل، محركة الدمى الدورنية.
- دانييل إنجز بدور السير ليونيل باراثيون، الفارس المعروف باسم «العاصفة الضاحكة» ووريث ستورمز إند.
- سام سبرويل بدور ميكار تارجارين، أمير قلعة الصيف، الأخ الأصغر لبيلور ووالد إيريون وإج.

## الإنتاج

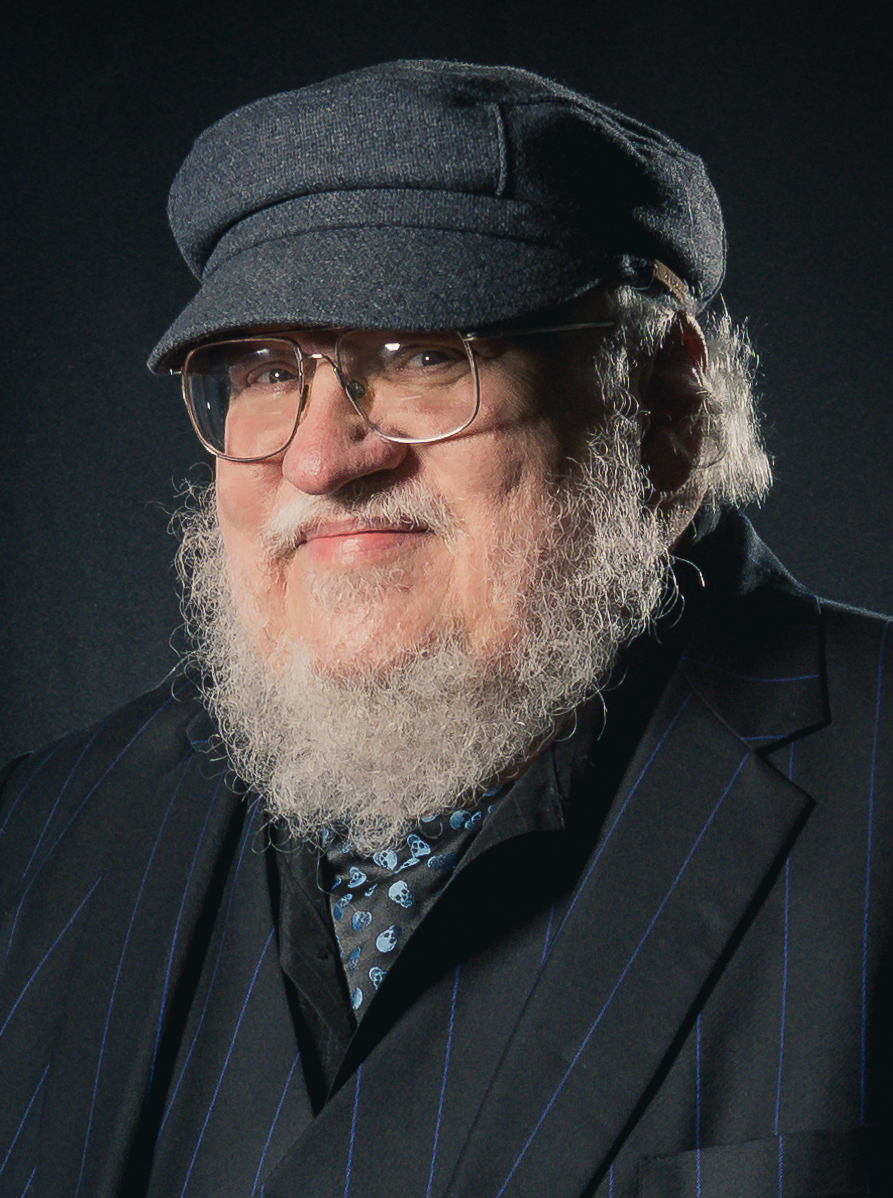
منشئ العرض والمنتج التنفيذي جورج ر. ر. مارتن

### التطوير
أعلنت إتش بي أو أنها تعمل على تطوير مسلسل تلفزيوني جديد بادئة لصراع العروش في يناير 2021. يتتبع المسلسل مغامرات السير دنكن الطويل إجون الخامس تارجارين الشاب، الملقب بإج، ويستند على الروايات القصيرة لجورج ر. ر. مارتن التي تشكل حكايا دنك وإج، والتي تدور أحداثها قبل 90 عامًا من سلسلة أغنية الجليد والنار. كانت هناك تقارير تفيد بأن ستيفن كونراد تم تعيينه لكتابة المسلسل في نوفمبر 2021. تلقى المسلسل طلبًا رسميًا من إتش بي أو في أبريل 2023. بحلول ذلك الوقت، كان إيرا باركر، كاتب الموسم الأول من آل التنين، قد كتب بالفعل سيناريو حلقة تجريبية. بدأ اختيار الممثلين في أكتوبر 2023 مع خطط لبدء التصوير في عام 2024. بحلول فبراير 2024، أكد الرئيس التنفيذي لشركة وارنر برذرز. ديسكفري، ديفيد زاسلاف، أن المسلسل بدأ مرحلة ما قبل الإنتاج وأن مارتن كان يعمل كمبدع ومنتج تنفيذي.
في مايو، تم تعيين أوين هاريس لإخراج الحلقات الثلاث الأولى من المسلسل والعمل كمنتج تنفيذي، مما أعطى المسلسل طابعًا مميزًا. في يونيو من نفس العام، تم الإعلان عن سارة أدينا سميث لإخراج ثلاث حلقات من أصل ست حلقات من الموسم الأول.

### الطاقم
في أبريل 2024، تم اختيار الممثلين الرئيسيين مع بيتر كلافي بدور السير دنكن الطويل وديكستر سول أنسيل بدور إج. في يونيو، تم الإعلان عن انضمام فين بينيت، وبيرتي كارفل، وتانزين كروفورد، ودانييل إنجز وسام سبرويل إلى طاقم التمثيل بدور الأمير إيريون تارجارين والأمير بيلور تارجارين وتانسل والسير ليونيل باراثيون والأمير ميكار تارجارين على التوالي. في أغسطس، تم اختيار إدوارد أشلي، وهنري أشتون، ويوسف كركور، ودانييل مونكس، وشون توماس، وتوم فوغان لولور، وداني ويب بأدوار السير ستيفون فوسواي، وديرون تارجارين، وستيلي بات، والسير مانفريد دونداريون، ورايمون فوسواي، وبلومر، والسير آرلان ابن شجرة البنسات، على التوالي.

### التصوير
بدأ الإنتاج في يونيو 2024 في بلفاست بأيرلندا الشمالية، وانتهى في سبتمبر.

## الإصدار

### البث
من المقرر إصدار الموسم الأول من المسلسل على إتش بي أو وماكس في أواخر عام 2025 وسيتكون من ست حلقات.

### الترويج
في 4 أغسطس 2024، أصدرت إتش بي أو المعاينة الأولى للمسلسل، كجزء من إعلان الشبكة عن البرامج الأصلية القادمة.

## وصلات خارجية
- فارس من الممالك السبع على موقع IMDb (الإنجليزية)
- فارس من الممالك السبع على موقع قاعدة بيانات الفيلم (الإنجليزية)